# Église du Gesú de Philadelphie
L'église du Gesú de Philadelphie est une église de l'archidiocèse de Philadelphie aux États-Unis dans l'État de Pennsylvanie.

## Histoire
Elle a été construite de 1879 à 1888 dans un style baroque à l'initiative du jésuite d'origine suisse Burchard Villiger
L'architecte est Edwin Forrest Durang.

## Dimensions
Les dimensions de l'édifice sont les suivantes :
- Hauteur du plafond de la nef : 30,5 m
- Longueur :  76,8 m
- Hauteur des tours : 65,8 m
- Largeur : 37,2 m